# Puig Castellar (Cervelló)
El puig Castellar és una muntanya de 186 metres que es troba entre els municipis de Cervelló i de Sant Vicenç dels Horts, a la comarca del Baix Llobregat. Al cim hi ha un jaciment arqueològic ibèric.